# Костенец Хефлера
Костене́ц Хе́флера (лат. Asplénium ×heúfleri) — многолетнее растение; вид рода Костенец семейства Костенцовые (Aspleniaceae). Природный гибрид костенца северного (Asplenium septentrionale) и костенца волосовидного (Asplenium trichomanes). Вид занесён в Красную книгу Украины.

## Ботаническое описание
Многолетнее травянистое растение, гемикриптофит. Высота 2—14 см.
Корневище ползучее.
Вайи перистые, с овально-клиновидными сегментами, по краям неравномерно-городчатыми, нижние два сегмента удалены от других, иногда надрезанные на две лопасти каждый. Черенок блестящий, ярко-коричневый, немного длиннее пластинки вайи. Покров городчатый.
Спороносит в июле — августе.
Размножается вегетативно и спорами.

## Распространение и среда обитания
Ареал вида: Центральная и Восточная Европа. На Украине растёт на Донецком кряже (долина реки Миус, окрестности посёлка Новопавловка Луганской области), отделение «Каменные могилы» Украинского степного природного заповедника, по долинам рек Кальмиуса (Мироновский район) и Кальчика (Никольский район, Донецкая область).
На Украине известны лишь немногочисленные популяции, в которых вид структурно представлен несколькими растениями, локализованные в трещинах силикатных скал в группировках экстремальных экотопов с примитивной организацией (Asplenietea trichomanis). Мезофит, сциофит.

## Охрана
Вид имеет особый природоохранный статус как исчезающий. Сведений о размножении и разведении в специально созданных условиях нет. Имеет хозяйственное и коммерческое значение как декоративное растение, способствует стабилизации скальных экосистем. Имеет научное значение как среднеевропейский гибридогенный таксон (A. septentrionale (L.) Hoffm × A. trichomanes subsp. Quadrivalens DE Mey) на восточной границе ареала в его дизъюнктивной части.
Одной из главных причин изменения численности выступает разрушение биотопов в процессе хозяйственной деятельности человека. Асплений Гейфлера охраняют в донецком отделении Украинского степного природного заповедника «Каменные Могилы». Запрещено несанкционированный сбор и гербаризация растений, нарушение условий произрастания. Требует создания отдельного заказника в Луганской области. Предложенный к внесению в Красную книгу Крыма .